# Parafia św. Andrzeja Apostoła w Siedlcach
Parafia pw. świętego Andrzeja Apostoła w Siedlcach – parafia rzymskokatolicka znajdująca się w diecezji tarnowskiej w dekanacie Nowy Sącz Centrum, która została erygowana w XIII wieku. 

## O parafii
Parafię założyły starosądeckie klaryski, stąd siedleccy proboszczowie przez lata pełnili funkcję kapelana tego klasztoru. Pierwsza wzmianka o istnieniu parafii pochodzi z roku 1326. 
Pierwszy kościół w Siedlcach zbudowany został w 1338 r., drugi kościół (drewniany), został wzniesiony (lub odnowiony) w 1604 r.  Budowa obecnego budynku kościelnego rozpoczęła się w 1901 r. Zastosowano unikalną metodę – ceglane ściany wznoszono wokół drewnianego kościoła, który został rozebrany dopiero po zakończeniu prac budowlanych. Budowę prowadził majster z Nowego Sącza Michał Serafiński. Świątynia parafialna została wzniesiona w 1901 według projektu architekta Franciszka Mączyńskiego. 
Kościół słynie ze swoich witraży, reprezentujących styl wiedeński. Oprócz tego w świątyni znajduje się m.in. XVI wieczna chrzcielnica i barokowy ołtarz z XVII wieku, poświęcony Matce Bożej Pocieszenia. 
Do parafii należało oprócz Siedlec sześć miejscowości: Janczowa, Librantowa, Łęka, Miłkowa, Słowikowa i Trzycierz. 3 listopada 2002 r. została erygowana parafia pod wezwaniem św. Alberta Chmielowskiego w Librantowej. 
W Janczowej oraz Trzycierzu zostały wybudowane kaplice, które służą mieszkańcom tych wiosek.  

## Duszpasterstwo
Na terenie parafii działają róże Żywego Różańca, oddział „Caritas” oraz Katolickie Stowarzyszenie Młodzieży.

## Proboszczowie
Źródła: Schematyzmy diecezji tarnowskiej oraz czterotomowy Słownik biograficzny kapłanów diecezji tarnowskiej 1786-1985 autorstwa ks. Adama Nowaka.
- ks. Jan Nepomucen de Jasieńczyk Zbroski (1827–1857)
- ks. Feliks Głowacki (1858–1859)
- ks. Józef Mika (1860–1886)[5]
- ks. Jan Nowina Sroczyński (1886–1920)[6]
- ks. Ludwik Pilch (administrator 1921–1923)
- ks. Jan Koza (1924–1934)
- ks. Jan Łoniowski (1934–1962)[7]
- ks. Stanisław Tokarczyk (1962–1980)[8]
- ks. Tadeusz Kalicki (1980–1987)[9]
- ks. Adam Plichta (1987–1998)[10]
- ks. Jan Bajor (1998–2021)[11]
- ks. Paweł Dudek (od 2021)[12]